# Religión en Colombia

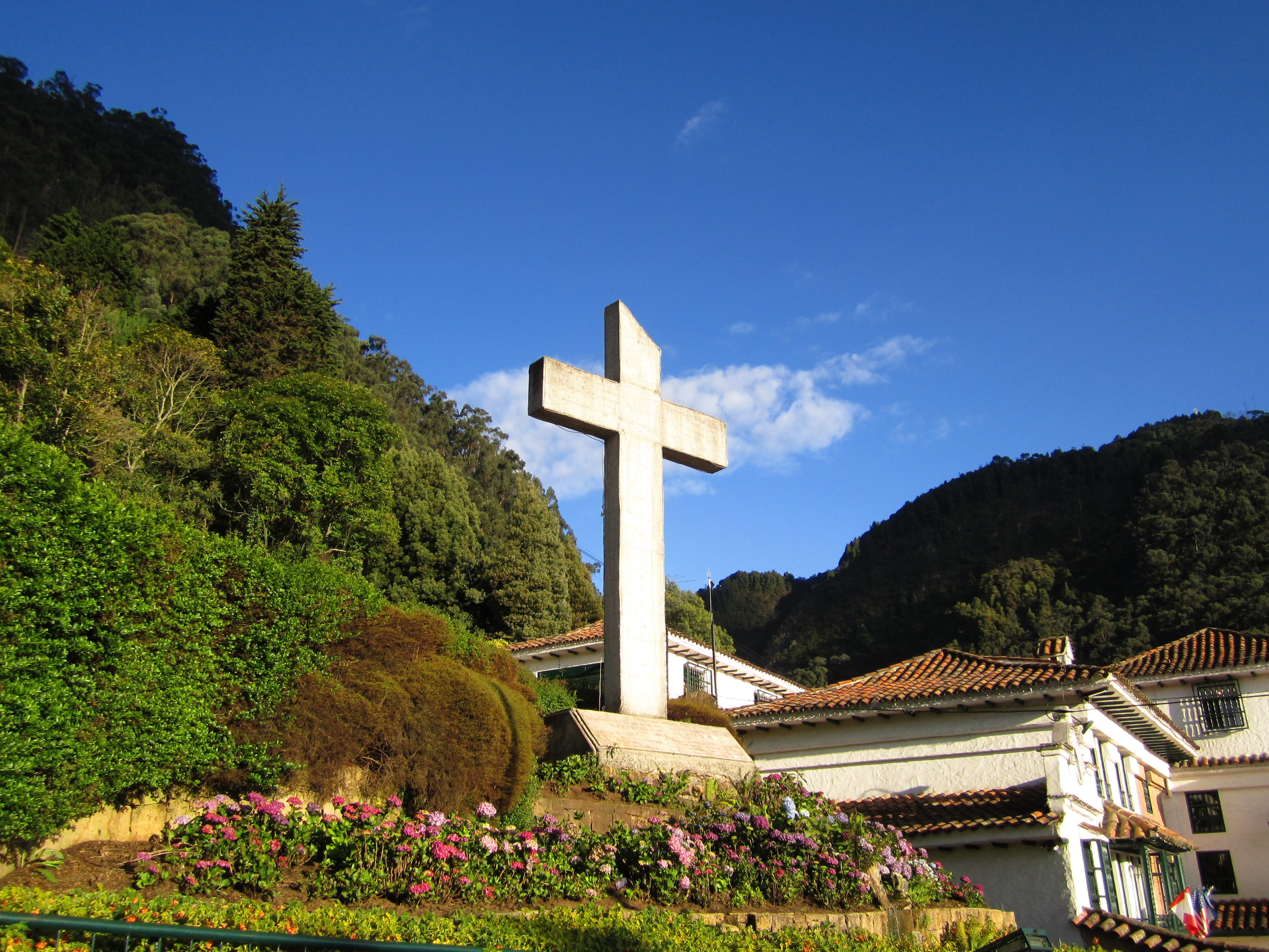
Cruz en subida a Monserrate.

Colombia es un país cuya constitución establece, a partir de 1991, la separación Iglesia-Estado. Aunque la libertad religiosa existe en el país, desde el código de trabajo del indígena americano en tiempos de la colonia, la Iglesia católica mantiene privilegios de facto y de jure, ya que el Concordato entre el Estado colombiano y la iglesia católica consagró al catolicismo como la religión oficial en el país desde 1886 hasta la promulgación de libertad de cultos en 1991. Sin embargo y como resultado de más de un siglo de dominación religiosa del catolicismo, la mayoría de sus habitantes aún se declaran pertenecientes a dicha iglesia.
Aunque el Estado no mantiene estadísticas oficiales sobre la identidad religiosa de los ciudadanos, el Pew Research Center publicó un estudio en el 2014 que situaba a los católicos en 90%, protestantes en 4%, irreligiosos en 6% y otras religiones en 2%. La encuesta llevada a cabo por el Departamento Administrativo Nacional de Estadísticas (DANE) entre octubre y diciembre del año 2021 dio como resultado que los católicos eran el 78,2%, los protestantes el 9,6%, los creyentes en un Ser Superior pero sin afiliación religiosa estaban en el 7,5%, los creyentes en religiones orientales alrededor de 0,8%, los testigos de Jehová con un 0,7%, y los agnósticos y ateos con el 0,4%.

## Principales religiones
Las principales religiones en Colombia son el catolicismo con un 59 % y el protestantismo con 10%, según cifras de la encuesta global de IPSOS 2023. Por su parte, la Iglesia de Dios Ministerial de Jesucristo Internacional, la Iglesia ortodoxa, la Iglesia Anglicana, la Iglesia Antigua Colombiana y pentecostales en general, contarían con un 7%, También hay miembros de La Iglesia de Jesucristo de los Santos de los Últimos Días (Iglesia mormona), Iglesia Adventista del Séptimo Día, la Congregación de los Testigos de Jehová y la Iglesia Universal del Reino de Dios.[cita requerida]

## Historia de las religiones en Colombia

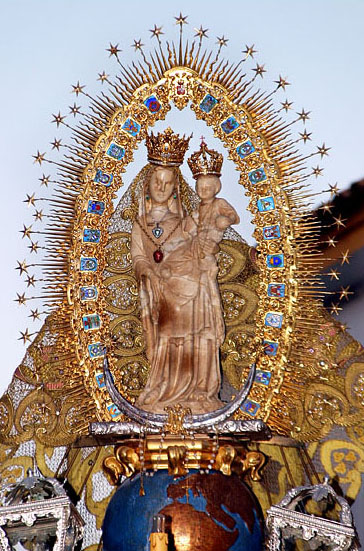
N.ª S.ª de los Milagros, patrona de Palos de la Frontera, conocida como la cuna del descubrimiento de América.

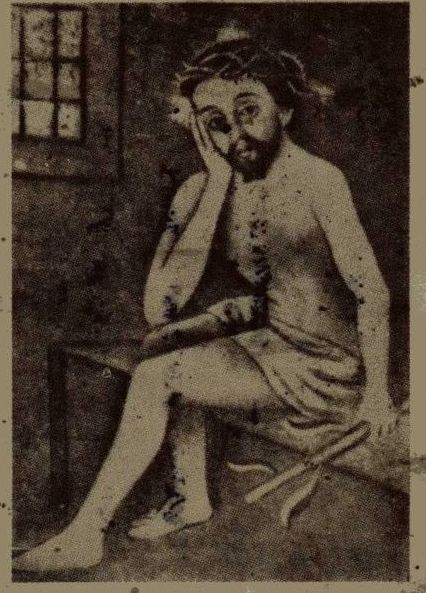
Imagen del Divino Ecce homo en Ricaurte (Valle del Cauca).

### Indígenas
Hubo varias expresiones religiosas en los pueblos amerindios de la actual Colombia antes de la llegada de los españoles, especialmente en la zona andina asociada a los pueblos de la familia chibchas o muisca. Los relatos de corte sagrado evidencian una cosmología variada. Se estima que alrededor del 3% de la población, o 1.519.562 personas en Colombia siguen una religión indígena.

### Catolicismo
La preponderancia del catolicismo tiene hondas raíces en los procesos de conquista y colonización por parte de España después de 1492. En dicho proceso, la imposición de una cultura europea de corte católico determinó la exclusión de cualquier otra manifestación religiosa en el suelo colombiano. El siglo XVI fue además un tiempo de profundas convulsiones sociopolíticas en Europa con el enfrentamiento entre los católicos fieles al romano pontífice y los seguidores de la Reforma Protestante iniciada por Lutero y Calvino. Aquello no sólo influyó en la actitud de los conquistadores españoles en sus nuevos dominios de ultramar, provocando además el establecimiento en Cartagena de Indias de la Inquisición española, con el fin de salvaguardar la ortodoxia religiosa - cultural. Por otra parte, las influencias tridentinas y barrocas dieron un sello particular al catolicismo establecido en el país, presente todavía en tiempos contemporáneos.
Durante el proceso de independencia iniciado a principios del siglo XIX, varios clérigos criollos simpatizaron con la causa patriota y participaron activamente como agitadores, capellanes y aún soldados. Varios de ellos incluso llegaron a ingresar a la masonería cuyas logias se establecieron por esos años con gran aceptación de parte de las élites locales. Luego de un proceso dubitativo, la Santa Sede reconoció en 1835 al nuevo estado independiente y estableció relaciones formales con este, iniciando además un proceso de romanización eclesiástica. Al tiempo, las élites liberales en el poder presionaron por el establecimiento de un estado cada vez más libre el influjo eclesiástico, lo que provocó choques de poder con la institución clerical que no estaba dispuesta a ceder su espacio en la sociedad.
Vale la pena aclarar que este hecho se presentaba en el contexto de la lucha entre federalistas y centralistas, aquellos de escuela liberal influenciados en la Revolución francesa, estos de corte conservador, fieles a la herencia española de honor militar y clericalismo; conflicto que más tarde desencadenaría en una de las guerras civiles del XIX que vivió la joven república, periodo conocido como la Patria Boba. En este conflicto se destacan episodios como la expropiación de bienes eclesiásticos, llevada a cabo por Tomás Cipriano de Mosquera en 1861-63, la declaratoria de tuición de cultos (1861) extrañamientos de obispos, supresión de comunidades religiosas (1861) o la expulsión de los Jesuitas (en dos oportunidades: 1851 y 1861). Finalmente, los intentos del gobierno radical por establecer un sistema educativo "neutro" en materia religiosa degeneró en una guerra civil (1877) donde participaron activamente varios obispos y clérigos. A partir de 1886 las relaciones entre ambas potestades se regularizaron de nuevo con el establecimiento de una nueva constitución centralista, que reconocía a la Iglesia católica como fundamento de unidad nacional.
En 1887 se firmó un concordato con la Santa Sede, en el cual se le otorgaba a la institución eclesiástica el control del sistema educativo colombiano, privilegio que mantuvo hasta la reforma concordataria de 1973, a la vez que le restituía las tierras y bienes que le fueron substraídos durante la desamortización impulsada por los radicales; el gobierno aristocrático de Rafael Núñez pagaría a la Iglesia católica una altísima indemnización, al tiempo que se acrecentaban los problemas sociales y la lucha intestina entre liberales y conservadores, evento conocido como la Guerra de los mil días.

#### Inquisición
En América, la Inquisición fue impuesta por Felipe II, en 1570, y tuvo tres centros jurisdiccionales: México, Lima y Cartagena. Los casos que se juzgaron fueron bastantes, aunque se excluía a los indígenas de los castigos impuestos, debido a que, al ser nuevos en la fe, no tenían la madurez teológica para evitar errar. Contraria a la opinión de la mayoría de los historiadores, los acusados en sí fueron pocos, y todavía mucho menor el número de condenados a muerte o a castigos corporales. En la Nueva Granada, la Inquisición se encargó, además, de reprimir la propagación de las tradiciones paganas de los negros y de reprobar las obras literarias que atentaban contra los dogmas de la Iglesia católica.

### Protestantismo
El quiebre a la hegemonía total del catolicismo comenzó a darse tímidamente con la llegada -auspiciada por los liberales[cita requerida]- a mediados del siglo XIX de la Iglesia Presbiteriana, que actuaba fundamentalmente entre sectores urbanos acomodados. A comienzos del siglo XX llegan otras iglesias protestantes históricas, como los bautistas (Denominación Bautista Colombiana), los menonitas y los evangélicos. Entre 1932 y 1945 ingresaron las primeras denominaciones pentecostales al darse una gran confrontación entre la inmensa mayoría católica y los primeros evangélicos mientras se tejían muchos mitos en torno a estos últimos con el ánimo de desprestigiarlos tales como que eran culpables del comunismo y de la violencia en general, llegando incluso a ser atacados físicamente en sus lugares de culto, y fuera de ellos. Pero es a partir de los años 60, gracias a cambios sociales, económicos y culturales que se dan en el país -modernización, urbanización, alfabetización, entre otros-, que el panorama religioso comienza a cambiar visiblemente. De Estados Unidos proviene el pentecostalismo, de corte fundamentalista y proselitista, con creciente aceptación, especialmente entre los grupos populares. También hacen su aparición otras iglesias y nuevos movimientos religiosos de origen cristiano como La Iglesia de Jesucristo de los Santos de los Últimos Días, los adventistas, testigos de Jehová, etc. Durante las últimas 3 décadas del siglo XX surgen la gran mayoría de denominaciones y megaiglesias cristianas de corte evangélico que hoy en día existen en el país, este surgimiento fue propiciado por el cambio de normas que se dio desde la constitución de 1991, donde se garantiza la plena libertad de cultos.

#### Iglesias en Colombia
Aunque la base de datos de acceso público del Ministerio del Interior se encuentra actualizada hasta el 2012, existe un informe de dicha entidad que a 2015 reportó la existencia de 5 375 iglesias con personería jurídica. Por otra parte, medios de comunicación han reportado que a 2019 se tiene información de la existencia de más de 6 000 iglesias cristianas registradas legalmente en todo el territorio nacional. A continuación se mencionarán las denominaciones de todo tipo, de mayor tamaño por asistencia en Colombia:
- Iglesia católica en Colombia
- Iglesia de Dios Ministerial de Jesucristo Internacional[16]
- Iglesia Pentecostal Unida de Colombia
- Centro Mundial de Avivamiento[17]
- Iglesia El Lugar de Su Presencia[18]
- Misión Carismática Internacional[19]
- Casa Sobre La Roca
- Iglesia Adventista del Séptimo Día
- Iglesia Universal del Reino de Dios[20]
- Centro Misionero Bethesda
- Iglesia de Jesucristo de los Santos de los Últimos Días
- Testigos de Jehová
- Iglesia Ríos de Vida[21]
- Iglesia Cruzada Cristiana[22]
- Asambleas de Dios
- Iglesia Cuadrangular
- Iglesia Misión Paz a las naciones.[23]

## Participación política de los grupos religiosos

### Partido Conservador

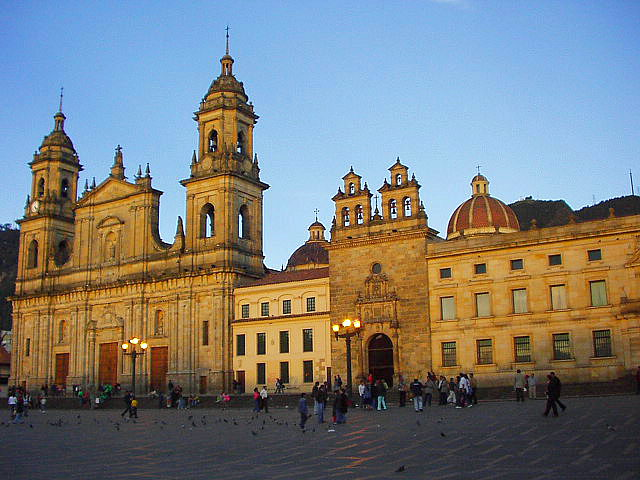
Catedral Basílica Metropolitana de Bogotá y Primada de Colombia en Bogotá.

La Constitución de Colombia de 1886 establecía la unión entre el estado y la Iglesia Católica. Hasta las primeras décadas del siglo XX la jerarquía de la Iglesia Católica en Colombia ejercía una gran influencia en el Partido Conservador Colombiano, sin embargo dicha injerencia ha menguado grandemente al punto de ser ya prácticamente imperceptible. El proceso de secularización mundial permeó también la política colombiana.

### Pluralidad confesional
El artículo 19 de la Constitución de Colombia de 1991 garantiza la libertad de cultos y dice además que "Toda persona tiene derecho a profesar libremente su religión y a difundirla en forma individual o colectiva". El artículo 19 aclara también que "Todas las confesiones religiosas e iglesias son igualmente libres ante la ley". De esta manera, el Estado Colombiano en lo que respecta a su credo político entra en pleno tono con el desarrollo democrático y da participación libre y activa a todos los credos religiosos presentes en Colombia de acuerdo con la ley civil y los deberes y derechos del ciudadano común. Por otra parte, los grupos religiosos pueden determinar la forma de participación política de acuerdo a la ley dentro de sus propios esquemas orgánicos.
Esto dio pie a que a partir de 1991 se diera una activa participación política en el cristianismo protestante, en un principio, dado que el Partido Conservador se percibía tradicionalmente cercano a la jerarquía católica, entonces empezaron su andadura en el antagonista del conservatismo, el Partido Liberal Colombiano; así mismo iniciaron la constitución de colectividades como el Movimiento de Unidad Cristiana -MUC-, el Partido Nacional Cristiano -PNC-, el Frente de Esperanza -FE-, el Compromiso Cívico Cristiano con la Comunidad -C4-, y el Partido MIRA. llegando a poner a varios de sus pastores y/o representantes en el Congreso de la República, las Asambleas departamentales y los Concejos municipales. A partir de 2006, a raíz de continuas reformas políticas que han aumentado el mínimo de votos para que las diferentes colectividades conserven su personería jurídica, el único partido confesional que existía en Colombia hasta 2018 fue el Partido MIRA,  Sin embargo, representantes de diversas vertientes del cristianismo protestante se postulan a cargos de elección popular en diferentes partidos no confesionales. Y en 2018 se conformó el partido cristiano protestante Colombia Justa Libres.

### Coalición del sector religioso
En septiembre de 2021 se constituye la coalición Nos Une Colombia entre los partidos cristianos Colombia Justa Libres y MIRA, para participar en las elecciones legislativas de 2022 presentando listas conjuntas al Senado y a la Cámara en más de 7 departamentos o circunscripciones, constituyendo la primera coalición política del sector religioso en Colombia.

## Movimientos ecuménicos
Si bien la génesis de la nación colombiana de la Colonia a la República vivió en gran parte ligada al señorío de una sola religión, dos hechos rompieron dicho esquema unireligioso: el primero fue la celebración del Concilio Vaticano II convocado por el papa Juan XXIII y que tuvo su primer más evidente efecto en Colombia con la visita del papa Pablo VI y la apertura de la II Conferencia General del Episcopado Latinoamericano celebrada en Medellín, (1968), mediante el cual la Iglesia Católica entra en diálogo con el mundo y abandona una actitud excluyente frente a otros credos y modos de pensar expresado en la Constitución Pastoral Gauidum et Spes (Decreto del Concilio Vaticano II). El segundo hecho viene en cambio de la parte civil con la proclamación de una nueva Constitución Política en Colombia de corte más moderno en el cual se garantiza de una vez por todas la libertad de culto. De dichos acontecimientos, se define el nacimiento de los Movimientos Ecuménicos en Colombia que en el mundo tienen una desarrollo desde principios del siglo XX con la creación de diálogos entre las diferentes iglesias cristianas. Por ejemplo, a nivel internacional algunos pocos colombianos han participado activamente en grupos ecuménicos como la Comunidad de Taizé.
Los encuentros ecuménicos en Colombia no son entonces extraños, pero tienen sus dificultades, sobre todo con la proliferación de denominaciones y nuevos movimientos religiosos, por lo que el diálogo ecuménico no ha logrado concretar uniones relevantes entre vertientes religiosas diversas.

## Persecuciones político-religiosas
El secularismo que propende por la separación Iglesia/Estado generada por la Revolución francesa y la Independencia de los Estados Unidos, trajo como consecuencia la creación de una sociedad que en su base se hace "menos religiosa" y que circunscribe la esfera religiosa a la privacidad del individuo o del grupo. Esta separación no es para nada pacífica: Aquello que antes era considerado dominio de la religión, es tomado por el Estado civil que regula la vida del ciudadano y hace entrar en crisis lo que la religión considera su esfera. Discusiones como el aborto, la eutanasia, el matrimonio entre personas del mismo sexo, y otros temas de actualidad, son los campos de batalla entre un Estado civil y arreligioso y entre grupos que se rigen por normas teológicas.
Además los conflictos sociopolíticos en Colombia no han dejado por fuera el tema religioso. La presencia de las formas organizadas de religión en aquellas zonas en donde el Estado no llega (zonas marginadas, poblaciones olvidadas, entre otras), hace que los grupos y líderes religiosos se encuentren con frecuencia con los actores del conflicto armado en Colombia y que muchos pastores, clérigos y religiosos sufran las consecuencias de la violencia.
De otro lado, si bien hay esfuerzos ecuménicos no han resultado exitosos, por lo que la proliferación de denominaciones y nuevos movimientos religiosos sobre todo a partir de 1991 hace que se presenten conflictos de convivencia. 
Todo lo anterior propició un caldo de cultivo de una alta intolerancia social, lo que llevó a que en el 2014 Colombia se convirtiera en el único país de toda América en el ranking de las 50 naciones más peligrosas para los cristianos.
En 2015 el estudio de la Universidad Nacional de Colombia sobre intolerancia persecución y discriminación religiosa en Bogotá demostró que el 33,3% de los líderes religiosos ha sufrido algún daño intencional en su lugar de culto, el 12,6% ha sufrido amenazas contra su vida o su integridad física, y el 10,35 ha sufrido alguna agresión física.

### Libertad religiosa
Tanta hostilidad propicio un intenso trabajo sociopolítico, especialmente entre los grupos religiosos no tradicionales con miras a poder garantizar la libertad religiosa en Colombia. La diversidad religiosa fue reconocida en 1991 en la nueva constitución de Colombia, que declara al país plural en los ámbitos cultural, étnico y religioso.
En los últimos años se ha dado un fuerte proceso de internacionalización de algunas organizaciones cristianas surgidas en Colombia, siendo el caso más relevante de esto la Iglesia Ministerial con presencia, en expansión, en más de 103 países de 5 continentes.
En 2012, los medios de comunicación en Colombia y a nivel internacional, publicaron la noticia titulada "El Papa está preocupado por penetración de pentecostales en Colombia" donde Benedicto XVI reconoció el impacto cultural de los pentecostales en la idiosincrasia de este país. Benedicto XVI afirmó que "Mientras que años atrás era posible reconocer un tejido cultural unitario... [basado en el catolicismo] El creciente pluralismo religioso es un factor que exige una seria consideración. La presencia cada vez más activa de comunidades pentecostales y evangélicas, no sólo en Colombia, sino también en muchas regiones de América Latina, no puede ser ignorada ni minusvalorada"
Día de la libertad religiosa
La lucha por la libertad religiosa tuvo para el sector religioso como consecuencia trascendental que en el 2016 el presidente Juan Manuel Santos decretara el 4 de julio de cada año como Día Nacional de la Libertad Religiosa y de Cultos, para conmemorar el respeto e igualdad de religiones y cultos en Colombia.

## Estadísticas
| Afiliación                                        | % de la Población |
| ------------------------------------------------- | ----------------- |
| Católica/o                                        | 63.6%             |
| Evangélica/o (no especificada/o)                  | 15.7%             |
| Ninguna/o                                         | 14.2%             |
| No sabe                                           | 1.2%              |
| Agnóstica/o                                       | 1.0%              |
| Ateo/a                                            | 1.0%              |
| Evangélica/o pentecostal                          | 0.8%              |
| No responde                                       | 0.7%              |
| Testigo/a de Jehová                               | 0.6%              |
| Adventista                                        | 0.3%              |
| Otra/o                                            | 0.3%              |
| Evangélica/o bautista                             | 0.2%              |
| Creyente sin afiliación formal a ninguna religión | 0.2%              |
| Protestante                                       | 0.2%              |
| Mormona/o                                         | 0.1%              |

## Educación religiosa
La educación religiosa en Colombia estuvo, desde la época de la conquista y colonia principalmente bajo la dirección de la Iglesia católica, aunque actualmente otras confesiones en desarrollo de la Ley 133 de Libertad de Cultos han creado otras instituciones de carácter educativo cristiano.
Gracias a la constitución del 91 Colombia goza de una educación aconfesional, dónde todo establecimiento educativo del gobierno tiene prohibido dar muestras de inclinación a una religión específica.

## Poblaciones destacadas
Algunas poblaciones colombianas se destacan o bien por su actividad religiosa, o bien por las trazas culturales, históricas y sociales que las prácticas han dejado.

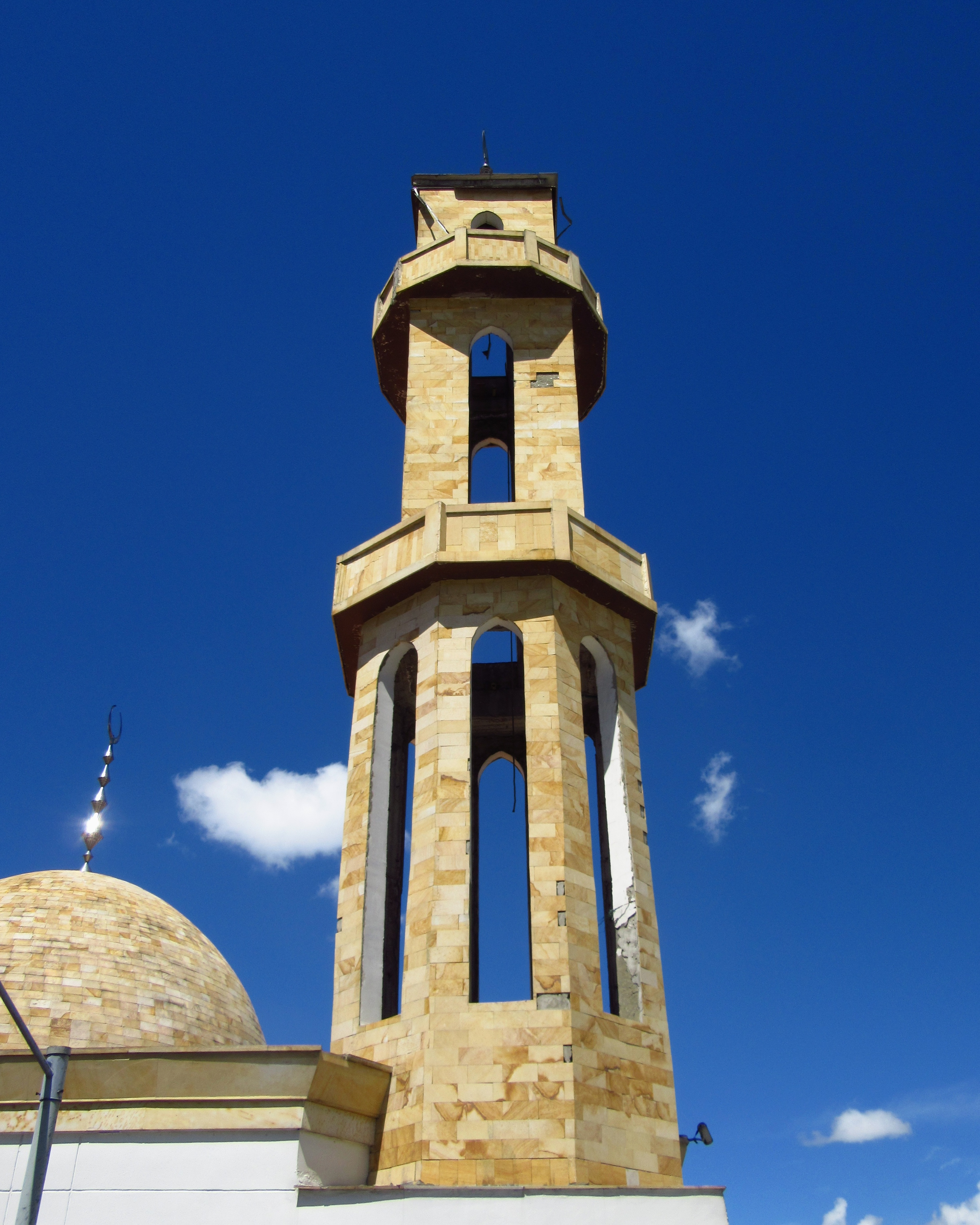
Minarete de la mezquita Abou Bakr Alsiddiq de Bogotá.

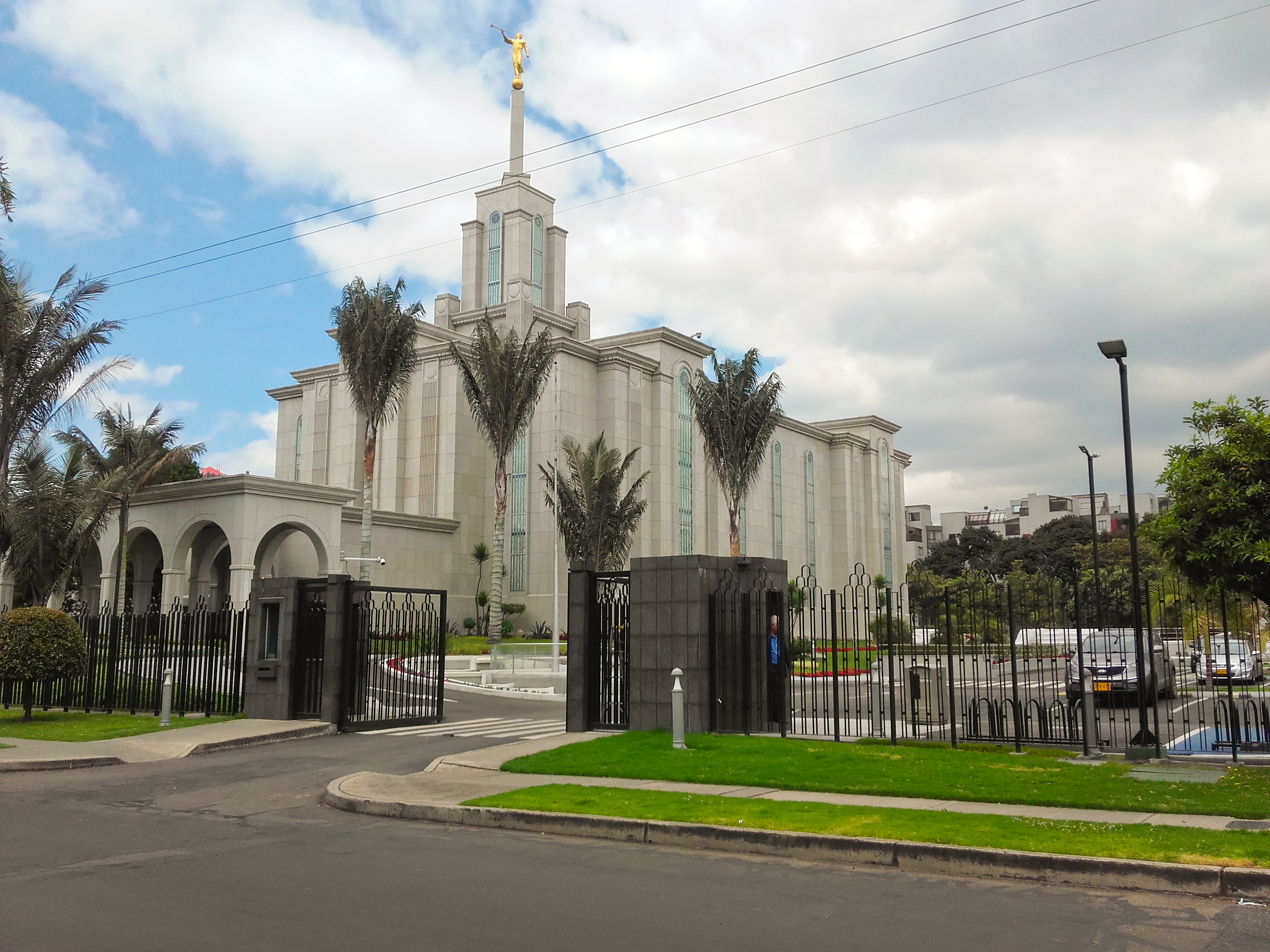
Vista del Templo de Jesucristo de los Santos de los Últimos días de Bogotá.

### Bogotá

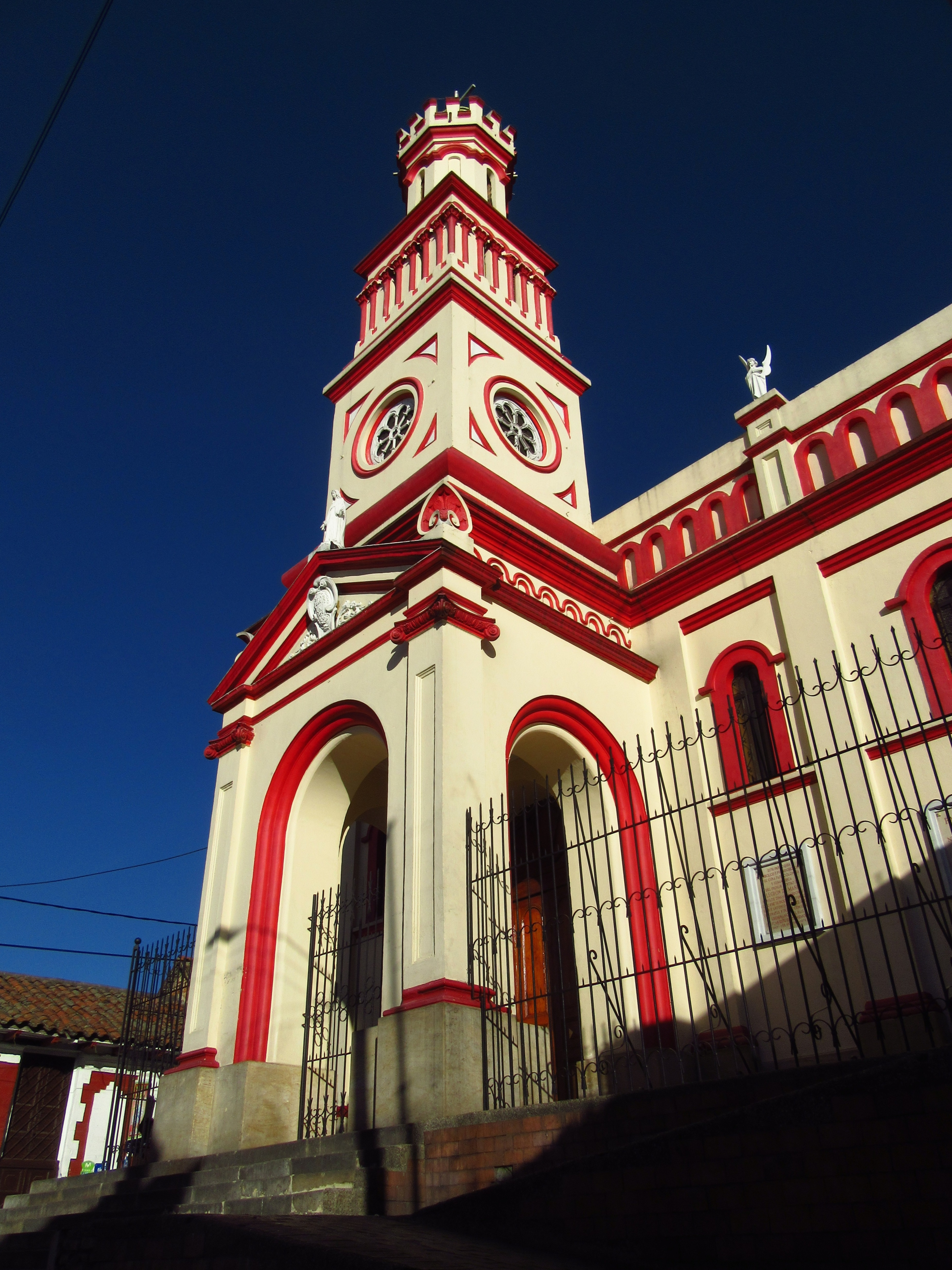
Parroquia de Nuestra Señora de Belén.

La capital colombiana, Bogotá, cuenta con una gran tradición católica que se percibe en el número de templos como la Catedral Basílica Metropolitana de Bogotá y Primada de Colombia, construidos en el centro histórico de la ciudad, y costumbres tales como el ascenso a los cerros tutelares de Monserrate y Guadalupe, en cuyas cimas se encuentran templos católicos. Así mismo, cuenta con Santuarios como la Iglesia del Divino Niño Jesús, en el barrio Veinte de Julio (de la localidad de San Cristóbal), al cual cada domingo asisten miles de peregrinos, y la Santuario de Nuestra Señora del Carmen, en la localidad de La Candelaria, la cual es famosa porque en su festividad del mes de julio asisten muchos transportadores del país para recibir la bendición de sus vehículos. 
Por otro lado, en la ciudad se encuentran distintas iglesias protestantes, que varían de denominación , y donde resaltan megaiglesias neopentecostales como la Misión Carismática, El Lugar de Su Presencia, Avivamiento, entre otras. También en el Distrito Capital, el Templo de Jesucristo de los Santos de los Últimos días ubicado en la Carrera 46 con Av. Rodrigo Lara Bonilla y la  Iglesia de Dios Ministerial de Jesucristo Internacional cuenta con varias salas de oración. Es así como en la actualidad, Bogotá es una muestra de la gran diversidad religiosa que se percibe en Colombia, a partir de la Constitución de 1991.

### Tunja
En Tunja, capital del departamento de Boyacá, La Iglesia de Jesucristo de los Santos de los Últimos Días construyó y dedicó una capilla en un estilo arquitectónico mezcla colonial y moderno, está ubicada cerca al bosque de la república. Su Semana Santa católica, es junto a la de Popayán, la más importante del país.

### Sáchica
Las esculturas alusivas al sol y la luna como homenaje a los dioses de los indígenas, los monasterios y templos católicos, así como la sala de oración de la Iglesia de Dios Ministerial de Jesucristo Internacional en estilo colonial, ratifican a Sáchica como La Jerusalén de Colombia.

### Chiquinquirá
Situada en el departamento de Boyacá, Chiquinquirá es sede del principal santuario mariano de la Iglesia católica en Colombia. Miles de peregrinos visitan permanentemente la basílica para rendir honores a una imagen de la Virgen María que fue restaurada tras las oraciones de una mujer, María Ramos en 1586. Desde entonces la vida del municipio ha estado ligada al santuario y a la devoción que la gente profesa por la Virgen María, representada en el cuadro, que ha custodiado casi ininterrumpidamente la Orden de los Dominicos.

### Santa Rosa de Osos
Por su parte, en 1917 se instauró la diócesis de Santa Rosa de Osos, Antioquia, por orden del Papa Benedicto XV, nombrando como primer Obispo a Monseñor Maximiliano Crespo. Hacia 1924, Miguel Ángel Builes Gómez, (Obispo Misionero de Colombia), asumió la Diócesis de Santa Rosa de Osos dirigiendo sus destinos por más de cuarenta años, y quien fundó además tres comunidades religiosas de mucha importancia para la Iglesia católica. Quizá por eso Santa Rosa de Osos adquirió el apelativo de "La Ciudad Religiosa". Su historia está llena de hechos y personajes que definieron su vocación católica y, por eso, muchos de sus atractivos tienen que ver con el turismo religioso: la Catedral, capillas y monumentos que dan cuenta del fervor que ha caracterizado a los santarrosanos.

### San Andrés

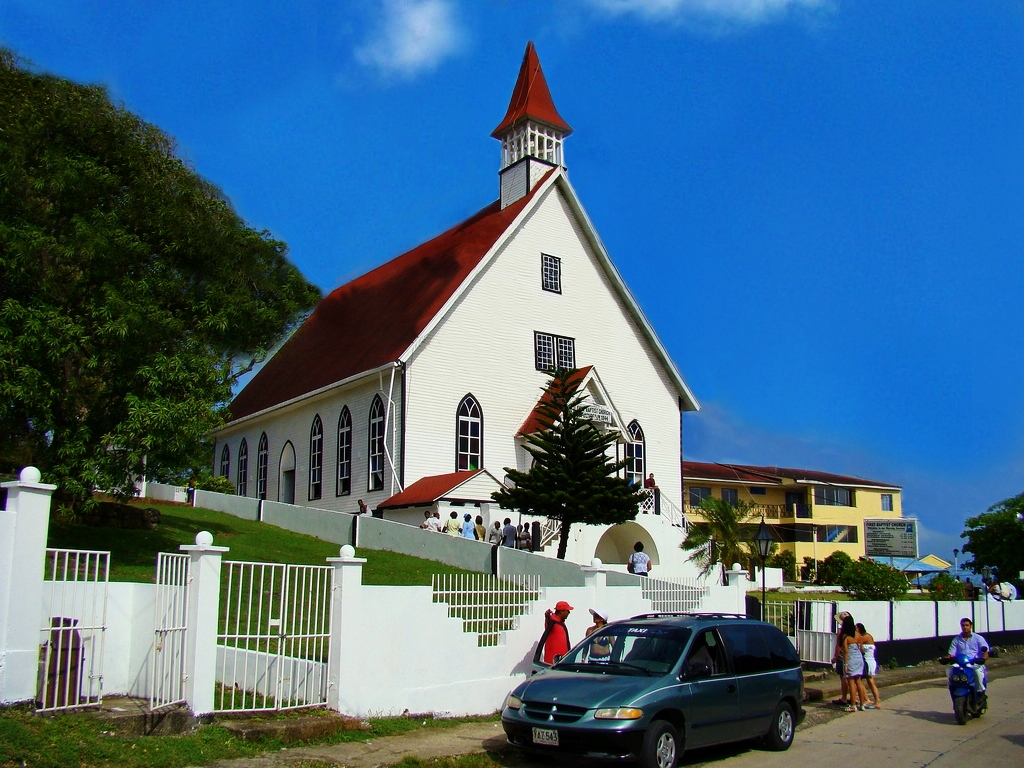
Iglesia Bautista de San Andrés, construida en 1847.

En fin, por la isla de San Andrés fue que entraron los primeros misioneros protestantes a Colombia, a principios del siglo XIX, y allí se erigió, en 1847 la primera Iglesia Bautista en América del Sur, llamada Emmanuel. Para edificar la Iglesia Emanuel se utilizó madera de pino traída desde Alabama, en los Estados Unidos. Desde el propio centro de San Andrés, se destaca a lo lejos, cuando se mira desde cualquier punto alrededor de la isla, ya que su techo es rojo y se encuentra ubicada en la parte más alta de la isla llamada el cerro de La Loma.

### Ipiales

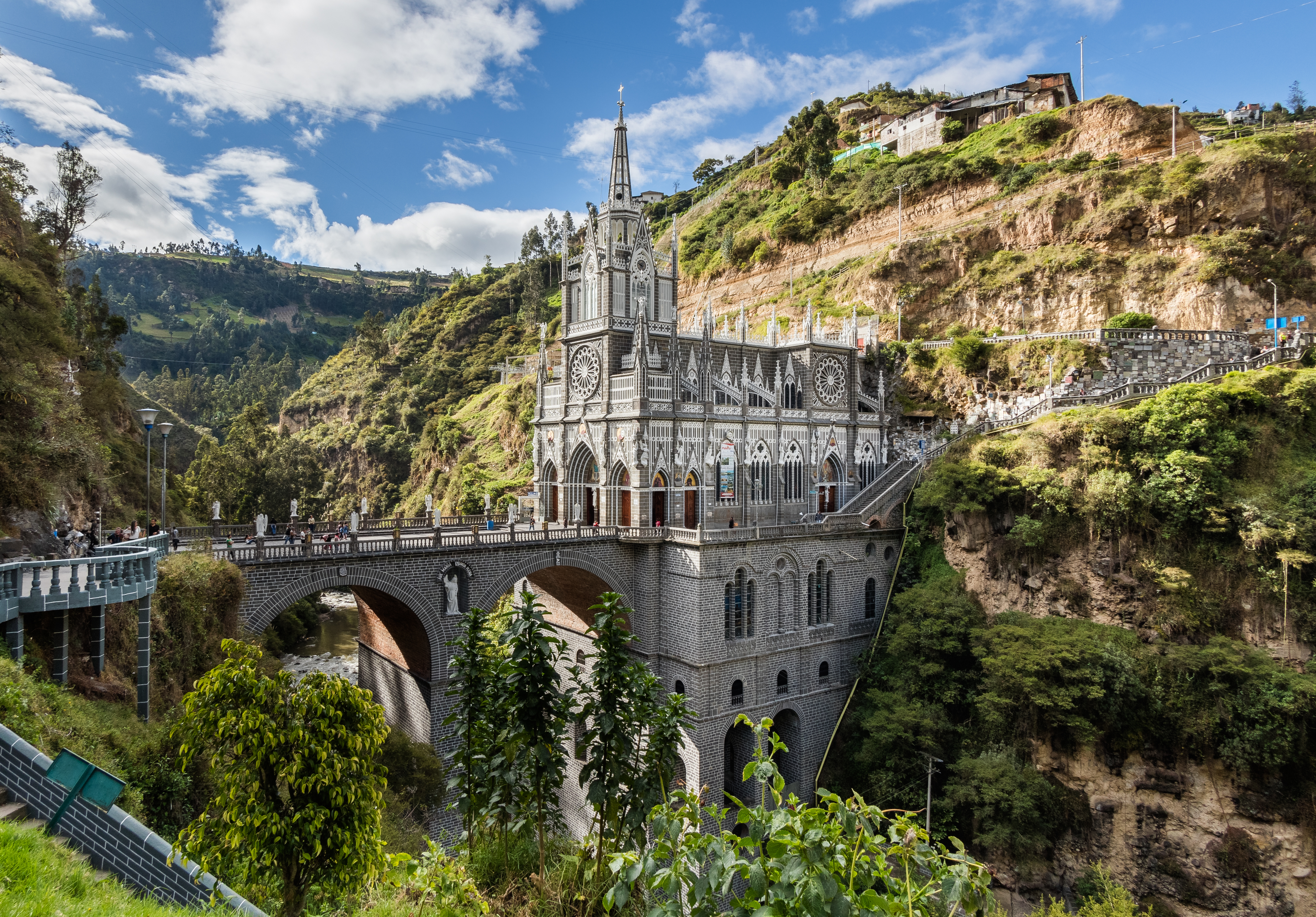
Santuario de Las Lajas, Ipiales, Nariño

En el siglo XVIII se construyó en Ipiales, Nariño sobre un puente el Santuario de Las Lajas, templo de constante peregrinación local, el cual es sitio turístico a nivel internacional. 

### Pasto
Capital del departamento de Nariño, es una ciudad de relevancia religiosa importante, y de historia con la presencia constante de esta. Sus numerosos templos e iglesias permitieron que sea llamada Ciudad Teológica de Colombia. En 1839 el gobierno de José Ignacio de Márquez decreto la supresión de centros religiosos de menos de 8 miembros, causando una rebelión encabezada por Francisco de la Villota y Barrera, superior de la congregación del Oratorio de San Felipe Neri, que se opuso a esta medida que fue respaldada por el pueblo de Pasto, situación aprovechada por diversos políticos y militares de oposición al gobierno para sublevarse a nivel nacional, degenerando en la Guerra de los Supremos. Más tarde, en la Guerra de los Mil Días (1899-1902), el sacerdote español Ezequiel Moreno y Díaz obispo de Pasto, incitó a la población a respaldar al gobierno conservador, confesional, a modo de Guerra santa durante la sublevación de los liberales, que intentaban invadir el país por el sur, apoyados por el presidente liberal ecuatoriano, Eloy Alfaro. El apoyo religioso al gobierno fue fundamental y no permitió introducir al ejército liberal en la región, y probablemente influyó en el resultado de la guerra a nivel nacional (victoria conservadora).

### Popayán y El Cerrito
Otras ciudades relevantes son Popayán en el Cauca, conocida como la Jerusalén de América, y El Cerrito en el Valle del Cauca, cuyas celebraciones de Semana Santa son de renombre nacional e internacional. 

### Maicao
El municipio de Maicao, en La Guajira, cuenta con la Mezquita de Omar Ibn Al-Jattab inaugurada en septiembre de 1997. Es la tercera mezquita más grande de Sudamérica.